# 圣艾蒂安德洛尔姆
圣艾蒂安德洛尔姆（法語：Saint-Étienne-de-l'Olm，法語發音：[sɛ̃.t‿etjɛn də lɔlm]）是法国加尔省的一个市镇，属于阿莱斯区。

## 地理
圣艾蒂安德洛尔姆（44°3'31"N, 4°11'4"E）面积4.18 平方千米，位于法国奧克西塔尼大區加尔省，该省份为法国南部沿海省份，南端濒地中海，北起顺时针与阿尔代什省、沃克吕兹省、罗讷河口省、埃罗省、阿韦龙省和洛泽尔省接壤。
与圣艾蒂安德洛尔姆接壤的市镇（或旧市镇、城区）包括：多镇、马蒂尼亚尔格、蒙泰伊、圣塞赛尔-德戈济尼昂、圣伊波利特德卡通、圣让德塞拉尔格。

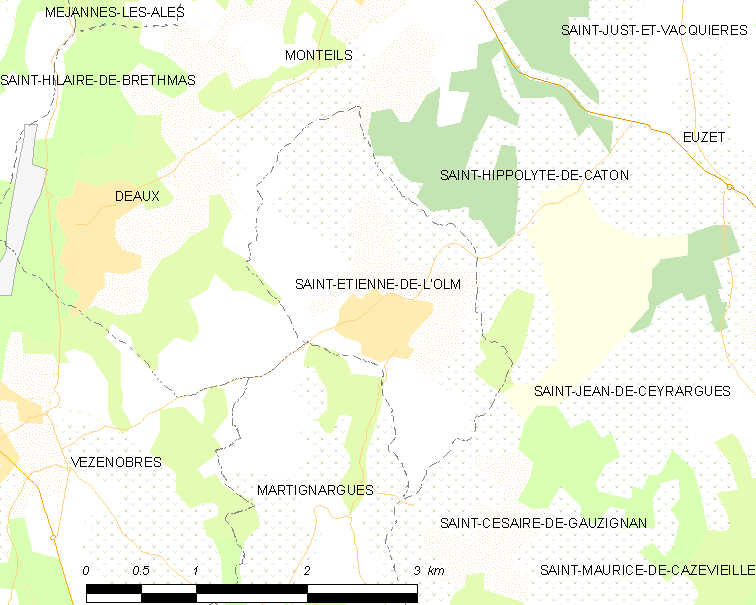
圣艾蒂安德洛尔姆的OSM定位图

圣艾蒂安德洛尔姆的时区为UTC+01:00、UTC+02:00（夏令时）。

## 行政
圣艾蒂安德洛尔姆的邮政编码为30360，INSEE市镇编码为30250。

## 政治
圣艾蒂安德洛尔姆所属的省级选区为阿莱斯第三县。

## 人口

1962-2008年间圣艾蒂安德洛尔姆人口变化图示

圣艾蒂安德洛尔姆于2022年1月1日时的人口数量为391人。